# Organizzazione internazionale di metrologia legale
L'Organizzazione Internazionale di Metrologia Legale (OIML, in francese Organisation Internationale de Métrologie Légale) è un organismo intergovernamentale formato da 64 stati, con altri 65 stati corrispondenti.

## Storia
Nato il 12 ottobre 1955 a Parigi, ha l'obiettivo di promuovere e proporre la standardizzazione della metrologia legale.